# 우드워드 규칙
로버트 번스 우드워드의 이름을 따서 명명되고 Woodward-Fieser 규칙으로도 알려진 우드워드 규칙은 화합물의 자외선-가시광선 스펙트럼에서 최대 흡수 파장 (λmax)을 예측하기 위해 고안된, 실험적으로 발견된 규칙들의 집합이다. 계산에 사용되는 수치는 해당 화합물에 존재하는 발색단의 유형과 조색단의 유형이다. 공액 카보닐 화합물, 공액 다이엔, 및 폴리엔 등을 예측할 수 있다.

## 적용
다이엔에 대한 우드워드 규칙의 한 가지 집합이 표 1에 요약되어 있다. 다이엔은 하나의 고리에 두 개의 이중 결합이 포함된 동종환형이거나 두 개의 고리 사이에 두 개의 이중 결합이 포함된 이종환형이다.
| 구조적 특징                | λmax 효과 (nm) |
| -------------------------- | -------------- |
| 이종환형 다이엔의 기본 값  | 214            |
| 동종환형 다이엔의 기본 값  | 253            |
| 증분                       |                |
| 이중 결합 연장 콘주게이션  | + 30           |
| 알킬 치환기 또는 고리 잔기 | + 5            |
| 고리외 이중 결합           | + 5            |
| 아세테이트기               | + 0            |
| 에터기                     | + 6            |
| 싸이오에터기               | + 30           |
| 브로민, 염소               | + 5            |
| 2차 아민기                 | + 60           |

위와 같은 규칙들을 통하여 UV 최대 흡수 파장을 예측할 수 있다. 다음 두 화합물을 예시로 들 수 있다.
위 그림의 왼쪽 화합물에서 초기 값은 214 nm(이종환형 다이엔)이다. 이 다이엔기는 4개의 알킬 치환체(1, 2, 3, 4로 표시)를 가지며 한 고리의 이중 결합은 다른 고리에 대해 고리외 이중결합이다(+5 nm). 위 그림의 오른쪽 화합물에서 다이엔은 4개의 알킬 치환기를 갖는 동종환형이다. 중앙 B 고리의 두 이중 결합은 고리 A와 C 각각에 대해서 고리외 이중결합이다.
공액 이중 결합이 4개 이상인 폴리엔의 경우 Fieser–Kuhn 규칙을 사용해야 한다.